# Vạn Phụng Chi Vương
Vạn Phụng Chi Vương hay Vạn Hoàng Chi Vương (tiếng Trung: 萬凰之王; tiếng Anh: Curse of the Royal Harem) là bộ phim của TVB (Hồng Kông) được sản xuất về đề tài hoàng cung nhà Thanh, với dàn diễn viên chính gồm có Tuyên Huyên, Hồ Hạnh Nhi, Trần Cẩm Hồng... và giám chế Trang Vĩ Kiện.
Bộ phim này thu được bình quân 30 điểm (cao nhất 43 điểm), trở thành một bộ phim có số lượng người theo dõi cao nhất phát lúc 8 giờ 30 lúc bấy giờ. Cả năm, bộ phim đứng hàng thứ tư, được xem là phim truyền hình cổ trang có lượt theo dõi cao nhất năm đó.
Vạn Phụng Chi Vương cũng giúp cho Hồ Hạnh Nhi đoạt được giải thị hậu của TVB.

## Nội dung phim
Vạn Phụng Chi Vương kể về cuộc đời của Hiếu Toàn Thành Hoàng hậu (tên trong phim là Nữu Hỗ Lộc Y Lan) - Hoàng hậu thứ hai của Đạo Quang Đế.
Y Lan vốn là Đích phúc tấn của Mục Thân vương Miên Di. Tân hôn hai tháng, Miên Di lâm trận ở biên ải, một đi không trở lại. Cung Từ Hoàng thái hậu xem Y Lan là điềm gở, vô cùng xa lánh nhưng Đạo Quang Đế Miên Ninh lại ân chuẩn cho cô ở trong cung. Thực ra ba người chơi với nhau từ bé, Miên Ninh sớm phải lòng Y Lan, định xin Gia Khánh Đế thành thân thì Mục Thân vương đã thỉnh chỉ và được ân chuẩn trước.
Y Lan sống an phận trong biệt uyển, hàng ngày trồng hoa chép kinh, cầu phu quân trở về. Hai năm trôi qua vẫn không có tin của Miên Di. Đạo Quang lập Nguyên Uyển làm Hoàng hậu nhưng vẫn tư niệm Y Lan. Nguyên Uyển ghen ghét, cũng như sợ Y Lan uy hiếp Hậu vị nên lợi dụng việc Miên Di lành ít dữ nhiều, nhờ cha là Thư Minh A khuyên Thái hậu tế sống Y Lan tìm thi thể Miên Di. Đạo Quang được tin, lập tức đến cứu rồi phong cô làm Phi, lấy lý do "đại ca báo mộng".
Từ đó, Y Lan phải đương đầu với Hoàng hậu, phi tần hậu cung và mẹ chồng là đương kim Thái hậu. Để sinh tồn, cô gạt bỏ bản tính lương thiện không tranh với đời, trở thành một người "thuận ta thì sống, nghịch ta thì chết". Cuối cùng không thể thoát khỏi số phận "Vạn phụng chi vương dù có được thiên hạ nhưng trời định phải sống trong cô độc, trả một cái giá rất đắt".
Bộ phim cho ta thấy được vòng xoáy khốc liệt của những cuộc tranh đấu trong hậu cung, cho dù là một người hiền lành, nhu nhược cũng phải vì bảo vệ gia tộc, con cái và bản thân mà trở nên mạnh mẽ, ích kỉ, thậm chí nhẫn tâm để triệt hạ kẻ thù.

## Phân vai

### Nhân vật chính
| Diễn viên                             | Nhân vật lịch sử          | Vai diễn                                     | Cư ngụ | Ghi chú |
| ------------------------------------- | ------------------------- | -------------------------------------------- | --- | --- |
| Tuyên Huyên (宣萱)                    | Hiếu Toàn Thành Hoàng hậu | Nữu Hỗ Lộc Y Lan (钮祜禄•伊兰)               | Mục Thân vương phủ (穆親王府) Thừa Càn cung (承乾宫) Trữ Tú cung (儲秀宮)                                        | Mục Thân vương Đích Phúc tấn (穆親王嫡福晋) → Toàn phi (全妃) → Toàn tần (全嫔) → Hoàng quý phi (皇贵妃) → Hoàng hậu (皇后) Con gái của Nữu Hỗ Lộc Di Linh. Từ nhỏ thân với Miên Di (Mục Thân vương) và Miên Ninh (Đạo Quang Đế). Lớn lên thành thê tử Miên Di, đại tẩu của Miên Ninh. Miên Di đánh trận ở biên ải, bặt vô âm tín. Tin Y Lan là điềm gở, lại mơ thấy Miên Di tử trận, Thái hậu đem cô tế sống tìm thi thể. Miên Ninh lấy cớ "đại ca báo mộng chăm sóc Y Lan cả đời" nạp cô làm Phi. Điều này không chỉ khiến Hoàng hậu ganh ghét, còn làm Thái hậu tức giận vì trước đây Miên Ninh luôn hiếu thuận, nay lại vì Y Lan mà nghịch ý bà. Còn yêu Miên Di nên không đoái hoài đến vua. Sau Miên Ninh si tình, vì Y Lan mà suýt mất mạng nên cô động lòng báo đáp. Hoàng hậu không cam tâm, dùng hạ sách tranh sủng, kết quả tự mình hại mình, bị phế và giam vào lãnh cung. Y Lan trở thành người có địa vị cao nhất, song luôn bị Thái hậu và Tĩnh Du mưu hại khiến cô không còn được chuyên sủng. Cuối phim, Thái hậu và Miên Hân (Thụy Thân vương) mưu phản. Y Lan liên thủ ngũ kỳ bảo vệ Miên Ninh, phe Thái hậu thua trong nhục nhã. Y Lan gạt bỏ bản chất lương thiện, "diệt cỏ tận gốc", không dung túng kẻ thù khiến Miên Ninh thất vọng. Dù được phong Hậu - chủ nhân của lục cung, Y Lan mất đi tình yêu của phu quân, cam chịu số phận "Vạn phụng chi vương", có được thiên hạ nhưng phải sống cô độc đến già. Con cái: Hoàng trưởng tử Dịch Trữ ** Trong lịch sử, Hiếu Toàn Thành Hoàng hậu sinh Hoàng tứ tử Dịch Trữ (sau là Hàm Phong Đế). Theo thứ tự, Dịch Trữ là con trai thứ 4, không phải con trưởng như trong phim. |
| Hồ Hạnh Nhi (胡杏儿)                  | Hiếu Thận Thành Hoàng hậu | Đông Giai Nguyên Uyển (佟佳•沅宛)            | Trí Thân vương phủ (智亲王府) Trữ Tú cung (儲秀宮) Cảnh Kỳ các (景祺閣)                                          | Trí Thân vương Kế Phúc tấn (智亲王继福晋) → Thận Hoàng Quý phi (慎贵妃) → Hoàng hậu (皇后) → Thận phi (慎妃) → Hiếu Thận Hoàng hậu (孝慎皇后; truy phong) Con gái Thư Minh A và Hách Xá Lý Sảnh Nhu. Thanh mai trúc mã của Miên Hân, tham hư vinh nên phụ bạc để thành hôn với Miên Ninh. Miên Ninh đăng cơ, Nguyên Uyển sắp sửa phong Hậu, phát hiện phu quân còn yêu Y Lan nên lập kế trừ khử. Thư Minh A thỉnh Thái hậu tế sống Y Lan tìm thi thể Miên Di. Ngay đại điển phong Hậu, Miên Ninh thấy con vẹt của Y Lan nên bỏ mặc Nguyên Uyển cứu Y Lan, rồi phong Phi khiến Nguyên Uyển căm phẫn. Tranh đấu một thời gian thì cả 2 mang thai, Miên Ninh khuyên 2 người vì hài nhi trong bụng mà bỏ qua hiềm khích. Nguyên Uyển xiêu lòng, song Sảnh Nhu muốn giúp con bảo toàn Hậu vị, quyết hại thai của Y Lan. Nguyên Uyển, trong lúc cứu Y Lan, vô tình sẩy thai. Sảnh Nhu bị xử tử, Nguyên Uyển giấu chuyện hư thai nên bị điều đi Nhiệt Hà nghỉ dưỡng. Tại đây, cô tư thông với Miên Hân để "mượn chủng", dù anh đã thành thân với biểu muội cô là Lạc Hân. Thương mẹ chết thảm, cô lợi dụng Tường tần - người từng là nạn nhân của mẹ để sát hại Y Lan. Thư Minh A vu oan Di Linh - cha của Y Lan mua bán nha phiến. Di Linh bị gian binh ám sát khiến Y Lan đau khổ sinh non. Vì từng mang thai trước Y Lan nên Nguyên Uyển cố gắng thúc sinh để không bị lộ, kết quả Hoàng tử bị thiếu tháng, luôn bệnh tật và không lanh lợi bằng con Y Lan. Nguyên Uyển chợt nhận ra tình mẫu tử sâu đậm, muốn cùng Y Lan hàn gắn. Thư Minh A bị kết tội xử trảm, Nguyên Uyển tự thú trước tượng Phật, bao gồm việc tư thông với Miên Hân. Miên Ninh đứng ngoài nghe thấy, vô cùng tức giận và phế truất cô, Lạc Hân cũng vì vậy mà tự vẫn. Nguyên Uyển bị giam trong Cảnh Kỳ các, ngày ngày tụng kinh hướng Phật. Tiểu Nhi Thần Phật điện bị cháy, Nguyên Uyển và Y Lan lao vào tìm con, dù không thấy nhưng vẫn cứu con của người kia ra ngoài. 2 người mẹ cảm tạ lẫn nhau, từ đó hoà giải và trở thành đồng minh tốt. Nguyên Uyển góp công lớn trong việc cùng Y Lan bảo vệ phu quân. Con trai Nguyên Uyển bị Thái hậu hạ độc, cô đem chân tướng nói cho Miên Hân trong lúc anh uy hiếp Hoàng thượng. Miên Hân cùng quẫy tự tử. Cảm thấy nợ Miên Hân một ân tình, Nguyên Uyển tình nguyện chết theo. Miên Ninh thương tiếc truy phong cô làm Hoàng hậu. Con cái: Hoàng nhị tử Dịch Soạn. ** Trong lịch sử, Hiếu Thận Thành Hoàng hậu chỉ sinh duy nhất Hoàng trưởng nữ. Đạo Quang Đế không có người con nào tên Dịch Soạn. |
| Trần Cẩm Hồng (陈锦鸿)                | Đạo Quang Đế              | Ái Tân Giác La Miên Ninh (爱新觉罗•綿寧)     | Dưỡng Tâm điện (养心殿)                                                                                          | Trí Thân vương (智亲王) → Đạo Quang Đế (道光帝) Con trai của Hiếu Thục Duệ Hoàng hậu và Gia Khánh Đế. Mẹ mất sớm, được Thái hậu nuôi dạy nên hiếu thuận với bà. Yêu Y lan từ lâu, vì Miên Di mà phải kìm nén tình cảm. Hậu cung nhiều phi tần nhưng chỉ si tình với Y Lan. Điều này biến Y Lan thành tâm điểm của mọi độc kế. Trị vì vào thời kỳ suy vong của nhà Thanh nên gặp nhiều biến cố, nhờ Y Lan tương trợ mà anh thành công nắm vững đại cục, trở thành một vị quân chủ tài giỏi. Có tài trị quốc nhưng bị tình cảm chi phối, trở nên nhu nhược và thiếu quyết đoán. Biết Nguyên Uyển là chính thất nhưng lại động lòng trước Y Lan. Biết mẹ ruột vì hãm hại long tự mà bị Thái hậu giết, anh đòi lại công đạo bằng cách giam cầm Thái hậu - người nuôi anh khôn lớn. Biết Thái hậu và Miên Hân mưu phản, anh vì tình thân mà có ý bao che. Biết Tĩnh Du làm chuyện thất đức, niệm tình có ý hối cải mà cho cơ hội sửa sai. Biết Y Lan một lòng vì mình, nhưng vì tính cương liệt của cô và lời sàm tấu của phản thần, anh trở nên lãnh đạm, bỏ bê thê tử bên gối, khiến cô phải sống cô độc đến già. |
| Trần Sảnh Dương (陳倩揚) (thiếu niên) | Cung Từ Hoàng thái hậu    | Nữu Hỗ Lộc Trát Lạp Phân (鈕祜祿•扎拉芬)     | Thọ Khang cung (寿康宫)                                                                                          | Hòa Quý phi (和贵妃) → Hoàng quý phi (皇贵妃) → Hoàng hậu (皇后) → Hoàng thái hậu (皇太后) Mẹ kế của Miên Ninh, mẹ ruột Miên Di và Miên Hân. Vốn là Quý phi của Gia Khánh Đế. Giết Hiếu Thục Duệ Hoàng hậu trong một lần xô xát, sợ bị truy tội nên mua chuộc Thái y nói Hoàng hậu bệnh nặng qua đời, về sau trở thành Kế hậu. Ân hận việc đã làm nên nhận nuôi Miên Ninh - con trai của Tiên hoàng hậu. Nhờ bà phò trợ, anh thuận lợi đăng cơ, từ đó vô cùng hiếu thuận. Xem Miên Ninh như con ruột, sinh ác cảm với Y Lan khi 2 đứa con bà thương đều vì cô mà trái lệnh. Mơ thấy Miên Di hiện tử trận, bà tế sống Y Lan (khi còn là Mục Thân vương Phúc tấn) để chiêu hồn, hi vọng tìm được xác con trai. Miên Ninh ngăn cản kịp thời, còn nạp Y Lan làm Phi khiến bà thập phần bất mãn. Bị Y Lan và Tín thái phi (phi tần của Tiên đế) vạch trần chuyện giết mẹ đẻ Hoàng thượng, từ đó căm ghét Y Lan hơn trước. Biết mình không còn sống lâu, bà lập mưu làm phản để Miên Hân thay ngôi Hoàng đế. Thái hậu sai Tĩnh Du trộn nha phiến vào canh của Miên Ninh, khiến anh u mê nghiện ngập. Miên Hân trọng tình huynh đệ, cũng như ơn tha chết của Miên Ninh về việc tư thông với Hoàng hậu, quyết không nghe lời mẹ. Thái hậu hạ độc Hoàng nhị tử, giá họa Y Lan và Miên Ninh khiến Miên Hân trở mặt. Miên Hân dấy binh làm phản, ép Miên Ninh nhường ngôi, không ngờ bị quân ngũ kỳ đánh bại. Miên Hân tự sát, xin Hoàng thượng tha chết cho Thái hậu. Niệm tình mẫu tử, Miên Ninh đồng ý, song Y Lan muốn trừ hậu họa nên ban rượu độc cho Thái hậu. Khi này, bà tiết lộ nguyên nhân có thành kiến với Y Lan: vì mệnh các của cô giống hệt bà, tương lai định sẵn là một "Vạn phụng chi vương", thôn tín triều đình và hậu cung. Thái hậu uống rượu xong, đắp chăn Bách Giai Hoàng thượng tặng để an giấc. Cảnh tượng đau lòng khiến Miên Ninh hận Y Lan sâu sắc. ** Trong lịch sử, Cung Từ Hoàng thái hậu sống thọ hơn Hiếu Toàn Thành Hoàng hậu. Có thuyết cho rằng bà độc chết Hoàng hậu vì mâu thuẫn mẹ chồng-nàng dâu. |
| Hoàng Thục Nghi (黄淑仪) (trung niên) | Cung Từ Hoàng thái hậu    | Nữu Hỗ Lộc Trát Lạp Phân (鈕祜祿•扎拉芬)     | Thọ Khang cung (寿康宫)                                                                                          | Hòa Quý phi (和贵妃) → Hoàng quý phi (皇贵妃) → Hoàng hậu (皇后) → Hoàng thái hậu (皇太后) Mẹ kế của Miên Ninh, mẹ ruột Miên Di và Miên Hân. Vốn là Quý phi của Gia Khánh Đế. Giết Hiếu Thục Duệ Hoàng hậu trong một lần xô xát, sợ bị truy tội nên mua chuộc Thái y nói Hoàng hậu bệnh nặng qua đời, về sau trở thành Kế hậu. Ân hận việc đã làm nên nhận nuôi Miên Ninh - con trai của Tiên hoàng hậu. Nhờ bà phò trợ, anh thuận lợi đăng cơ, từ đó vô cùng hiếu thuận. Xem Miên Ninh như con ruột, sinh ác cảm với Y Lan khi 2 đứa con bà thương đều vì cô mà trái lệnh. Mơ thấy Miên Di hiện tử trận, bà tế sống Y Lan (khi còn là Mục Thân vương Phúc tấn) để chiêu hồn, hi vọng tìm được xác con trai. Miên Ninh ngăn cản kịp thời, còn nạp Y Lan làm Phi khiến bà thập phần bất mãn. Bị Y Lan và Tín thái phi (phi tần của Tiên đế) vạch trần chuyện giết mẹ đẻ Hoàng thượng, từ đó căm ghét Y Lan hơn trước. Biết mình không còn sống lâu, bà lập mưu làm phản để Miên Hân thay ngôi Hoàng đế. Thái hậu sai Tĩnh Du trộn nha phiến vào canh của Miên Ninh, khiến anh u mê nghiện ngập. Miên Hân trọng tình huynh đệ, cũng như ơn tha chết của Miên Ninh về việc tư thông với Hoàng hậu, quyết không nghe lời mẹ. Thái hậu hạ độc Hoàng nhị tử, giá họa Y Lan và Miên Ninh khiến Miên Hân trở mặt. Miên Hân dấy binh làm phản, ép Miên Ninh nhường ngôi, không ngờ bị quân ngũ kỳ đánh bại. Miên Hân tự sát, xin Hoàng thượng tha chết cho Thái hậu. Niệm tình mẫu tử, Miên Ninh đồng ý, song Y Lan muốn trừ hậu họa nên ban rượu độc cho Thái hậu. Khi này, bà tiết lộ nguyên nhân có thành kiến với Y Lan: vì mệnh các của cô giống hệt bà, tương lai định sẵn là một "Vạn phụng chi vương", thôn tín triều đình và hậu cung. Thái hậu uống rượu xong, đắp chăn Bách Giai Hoàng thượng tặng để an giấc. Cảnh tượng đau lòng khiến Miên Ninh hận Y Lan sâu sắc. ** Trong lịch sử, Cung Từ Hoàng thái hậu sống thọ hơn Hiếu Toàn Thành Hoàng hậu. Có thuyết cho rằng bà độc chết Hoàng hậu vì mâu thuẫn mẹ chồng-nàng dâu. |
| Hồ Định Hân (胡定欣)                  | Hiếu Tĩnh Thành Hoàng hậu | Bác Nhĩ Tế Cát Đặc Tĩnh Du (博尔济吉特•静瑜) | Trữ Tú cung (儲秀宮) Thừa Càn cung (承乾宫) Chung Túy cung (钟粹宫) Cảnh Kỳ các (景祺閣) Chung Túy cung (钟粹宫) | Trữ Tú cung cung nữ (儲秀宮宮女) → Thừa Càn cung cung nữ (承乾宫宮女) → Tĩnh Quý nhân (静贵人) Vốn là cung nữ của Nguyên Uyển, tên Thái Lam. Sau được ban hầu hạ Y Lan (để tìm cơ hội hãm hại). Nhiều lần thất bại, đánh mất lòng tin của Nguyên Uyển nên buộc hướng về Y Lan. Lòng tham vô đáy, ả quyến rũ Hoàng thượng, bị Nguyên Uyển phát hiện và ban chết. Trước đó, ả mạo danh con gái bị thất lạc của Thôi ma ma - người nuôi dưỡng Y Lan. Ma ma dùng tính mạng để xin Y Lan can thiệp. Y Lan đành gạt Hoàng hậu Tĩnh Du được ân sủng, sắp sửa phong Quý nhân. Miên Ninh sợ Y Lan mang tội nên đứng ra làm chứng, đổi tên ả thành Tĩnh Du, phong Tĩnh Quý nhân. Nguyên Uyển bị mẹ liên lụy; Y Lan mang thai, không tiện hầu hạ nên giúp Tĩnh Du dành sự chú ý, mong ả sống tốt trong cung. Nào ngờ ả đắc sủng, liền cậy Thái hậu chống lưng, hống hách thị uy với phi tần. Ngày xưa ả dan díu với Cửu Bảo, được y vẽ tranh khỏa thân. Nay thành Quý nhân, Cửu Bảo liền dùng tranh tống tiền. Bị uy hiếp một thời gian, Tĩnh Du sát hại Cửu Bảo. Y Lan điều tra và tố cáo với Hoàng thượng, song Thôi ma ma nhận thay để cứu con. Ma ma bị bắt, ả lẻn vào ngục để giết bà, thừa nhận con gái thực sự của bà là Thái Kiều - cung nữ bên cạnh Y Lan. Ma ma vừa chết, ả đã bị vạch trần và giam vào lãnh cung. 2 hoàng tử ra đời, Thái hậu khuyên Miên Ninh ân xá Tĩnh Du. Miên Ninh làm theo, từ đó ả phục sủng, lôi kéo anh sử dụng nha phiến. Miên Ninh đến Nhiệt Hà cai nghiện, ả thiêu cháy Tiểu Nhi Thần Phật điện, uy hiếp 2 hoàng tôn của Thái hậu. Thái hậu giận dữ ban độc dược, ả trốn trong phòng Nguyên Uyển tại Cảnh Kỳ các - khi này Nguyên Uyển bị phế. Tĩnh Du mang thai, Nguyên Uyển muốn cho ả cơ hội nên buộc Y Lan thề không giết trước khi sinh, nếu làm trái sẽ bị chồng ruồng bỏ, sống cô độc đến già. Nguyên Uyển qua đời, Tĩnh Du cai nghiện thành công theo như đã hứa với Nguyên Uyển. Y Lan báo thù cho Thôi ma ma, cũng như bảo toàn tương lai của con mình, đã thiêu cháy Chung Túy cung, khiến Tĩnh Du một xác 2 mạng. Thương hài nhi vô tội, Miên Ninh càng không tha thứ cho Y Lan. Có lẽ lời thề xưa của Y Lan đã thực sự ứng nghiệm. ** Trong lịch sử, Hiếu Tĩnh Thành Hoàng hậu là dưỡng mẫu của Hàm Phong Đế. Bà sống khá thọ và được phong Hoàng thái hậu dưới thời Hàm Phong. |
| Trần Sơn Thông (陈山聪)               | Thụy Thân vương           | Ái Tân Giác La Miên Hân (爱新觉罗•绵忻)      | Thụy Thân vương phủ (瑞親王府)                                                                                   | Thụy Thân vương (瑞親王) → Nhiếp Chính vương (摄政王) Con trai út của Thái hậu và Gia Khánh Đế, em ruột của Miên Di và em cùng cha khác mẹ với Miên Ninh. Thanh mai trúc mã của Nguyên Uyển, chứng kiến người yêu trở thành hoàng tẩu, anh chinh chiến sa trường để tránh mặt. Miên Di mất tích, Thái hậu không nỡ xa Miên Hân nên lệnh anh ở lại kinh thành. Từ đó, bi kịch xảy ra. Thân thiết với Miên Ninh, nhưng không hợp cách xử lý triều chính nên thường xuyên mâu thuẫn. Hàng ngày tiếp xúc với Nguyên Uyển, khó kiềm chế tình cảm, do vậy cô ủng hộ anh lấy Lạc Hân để đoạn tình. Phụng mệnh Thái hậu, anh thành hôn với Lạc Hân nhưng vẫn nhung nhớ Nguyên Uyển. Nguyên Uyển dưỡng thai ở Nhiệt Hà, cần "mượn chủng" nên đã tư thông với Miên Hân. Miên Ninh phát hiện, toan giết Hoàng nhị tử. Niệm tình trẻ con vô tội nên chỉ phế truất Nguyên Uyển, đày ải Miên Hân. Sau đó Miên Hân phục tín vì đỡ tên của phiến quân Bạch Liên Giáo thay Hoàng thượng. Để chia rẽ Miên Hân và Mục Chương A - cha vợ anh, Y Lan nói cho Lạc Hân chân tướng sự việc. Lạc Hân tự vẫn trong đau khổ, khiến anh hận Y Lan vô đối. Hoàng nhị tử bị ám sát, Miên Ninh vì bao che Y Lan, đã nói mình là hung thủ, khiến Miên Hân vô cùng phẫn nộ và dấy binh tạo phản. Biết mình đã thua, anh dùng súng uy hiếp Hoàng thượng. Nguyên Uyển và Y Lan tiết lộ hung thủ giết Dịch Soạn là Thái hậu. Miên Hân kiệt quệ nhưng vẫn xin Miên Ninh tha cho mẹ, sau đó nổ súng tự sát. |

### Nhân vật hoàng tộc
| Diễn viên                                                                | Nhân vật lịch sử          | Vai diễn                                | Cư ngụ                                         | Ghi chú |
| ------------------------------------------------------------------------ | ------------------------- | --------------------------------------- | ---------------------------------------------- | --- |
| Tống Hi Niên (宋熙年)                                                    | Hiếu Thục Duệ Hoàng hậu   | Hỉ Tháp Lạp thị (喜塔腊氏)              |                                                | Hiếu Thục Duệ Hoàng hậu (孝淑睿皇后) Hoàng hậu đầu tiên của Gia Khánh Đế, mẹ ruột Miên Ninh. Miên Di thông minh hơn người, Hoàng hậu vì muốn bảo toàn tương lai của con, đã sai Phúc An hạ độc. Phúc An không nghe, trốn trong cung của Hoà quý phi (sau là Thái hậu). Hoàng hậu đến hỏi tội, đe doạ sẽ giết Miên Di. Để bảo vệ con, Quý phi dùng kéo giết Hoàng hậu, mua chuộc Thái y nói Hoàng hậu bạo bệnh. |
| Trần Tư Tề (陳思齊) (thiếu niên)                                         | Tín hoàng thái phi        | Lưu Giai Phước Hinh (刘佳•馥馨)         | Chung Túy cung (钟粹宫) Phổ Ninh tự (普宁寺)   | Tín phi (信妃) → Tín hoàng thái phi (信皇太妃) Phi tần của Gia Khánh Đế, tỷ muội tốt của Hiếu Thục Duệ Hoàng hậu. Thanh mai trúc mã của Mục Chương A và là người trong mộng của Phúc An - Thái giám bên cạnh Thái hậu. Trúng tuyển tú nên buộc chia tay với Mục Chương A. Chứng kiến Hòa quý phi giết Hoàng hậu, bị Quý phi thiêu tẩm cung để mưu sát. Phúc An không nỡ, bèn giúp bà tẩu thoát. Mặt bỏng nặng, nhưng Phúc An vẫn thương yêu cung phụng bà. Miên Ninh xem Thái hậu như mẹ ruột, bà kiên quyết nói ra sự thật, được Miên Ninh cảm tạ và phong Thái phi, ân chuẩn hồi cung. Tuy nhiên bà đã hoàn thành tâm nguyện nên xuất gia đến Phổ Ninh tự, cầu phúc cho Đại Thanh.                                                                                                  |
| Giang Mỹ Nghi (李思欣) (trung niên)                                      | Tín hoàng thái phi        | Lưu Giai Phước Hinh (刘佳•馥馨)         | Chung Túy cung (钟粹宫) Phổ Ninh tự (普宁寺)   | Tín phi (信妃) → Tín hoàng thái phi (信皇太妃) Phi tần của Gia Khánh Đế, tỷ muội tốt của Hiếu Thục Duệ Hoàng hậu. Thanh mai trúc mã của Mục Chương A và là người trong mộng của Phúc An - Thái giám bên cạnh Thái hậu. Trúng tuyển tú nên buộc chia tay với Mục Chương A. Chứng kiến Hòa quý phi giết Hoàng hậu, bị Quý phi thiêu tẩm cung để mưu sát. Phúc An không nỡ, bèn giúp bà tẩu thoát. Mặt bỏng nặng, nhưng Phúc An vẫn thương yêu cung phụng bà. Miên Ninh xem Thái hậu như mẹ ruột, bà kiên quyết nói ra sự thật, được Miên Ninh cảm tạ và phong Thái phi, ân chuẩn hồi cung. Tuy nhiên bà đã hoàn thành tâm nguyện nên xuất gia đến Phổ Ninh tự, cầu phúc cho Đại Thanh.                                                                                                  |
| Lý Tư hân (李思欣)                                                       | Tường phi                 | Nữu Hỗ Lộc Khang Tường (钮祜禄•康祥)    | Trường Xuân cung (长春宫) Cảnh Kỳ các (景祺閣) | Tường tần (祥嫔) Phi tần của Miên Ninh. Ngây thơ thật thà, dễ tin người. Mang thai 2 năm trước, sau khi nguyền rủa người khác thì bị sẩy. Tin mất con do "khẩu nghiệp" nên vô cùng ân hận, hàng năm đốt giấy thờ cúng. Nghe tin Sảnh Nhu - mẹ Nguyên Uyển hại hư thai nên phát điên. Y Lan chăm bệnh cho Khang Tường, Nguyên Uyển dùng kế ly gián, nói con Khang Tường đầu thai vào bụng (thai của Miên Hân), báo mộng đang bị Y Lan uy hiếp. Y Lan dặn Thái y dùng thảo dược giúp Khang Tường an thần, Nguyên Uyển lại nói đó là độc dược gây điên loạn. Vốn không tỉnh táo, Khang Tường tin Nguyên Uyển và xem Y Lan như kẻ thù. Bỏ thuốc mê vào trà của Y Lan, toan hạ sát thì bị Miên Ninh can gián. Cô bị biếm vào lãnh cung, Nguyên Uyển thấy có lỗi nên thường xuyên ghé thăm. |
| Dương Tú Huệ (杨秀惠)                                                    | Vân phi                   | Na Lạp Mộ Vân (那拉•慕芸)               |                                                | Vân phi (芸妃) → Cung nữ (宮女) Phi tần của Miên Ninh, chủ cũ của Thái Kiều - cung nữ bên cạnh Y Lan. Vu oan Thái Kiều trộm trang sức và đánh đập dã man. Thực tế cô sai Tiểu Trương tử - Thái giám thân cận bán trang sức ngoài cung, đồng thời tráo trang sức giả để không bị phát hiện. Y Lan bẩm lên Thái hậu nên cô bị tước phong hiệu, giáng làm cung nữ, sau chết dưới tay Tiểu Trương tử - trong cơn say rượu. Thì ra cô bán trang sức để có tiền cho cha mẹ trả nợ. Tiền bán bị Tiểu Trương tử ém nhẹm, cha mẹ cô đường cùng tự vẫn. Vì vậy, cô xảy ra ẩu đả với y, bị y lỡ tay giết hại. |
| Thẩm Trác Doanh (沈卓盈)                                                 | Thành Quý phi             | Nữu Hỗ Lộc Tú Thành (钮祜禄•秀成)       | Diên Hi cung (延禧宫)                          | Thành phi (成妃) → Thành quý phi (成貴妃) Phi tần của Miên Ninh. A dua nịnh hót, gió chiều nào theo chiều nấy. Không biết cẩn thận ngôn từ nên thường gây hoạ. Cuối phim mang thai, cùng Lâm quý nhân và Đồng quý nhân thăng làm Quý phi. |
| Trần Sảng (陈爽)                                                         | Trang Thuận Hoàng quý phi | Ô Nhã Thiện Lâm (乌雅•善琳)             | Khải Tường cung (啟祥宮)                       | Lâm quý nhân (琳貴人) → Lâm quý phi (琳贵妃) Phi tần của Miên Ninh. Cuối phim mang thai, cùng Thành phi và Đồng quý nhân thăng làm Quý phi. |
| Phan Quan Lâm (潘冠霖)                                                   | Đồng Quý phi              | Thư Mục Lộc Dĩnh Đồng (舒穆禄•颖彤)     | Cảnh Dương cung (景阳宫)                       | Đồng quý nhân (彤貴人) → Đồng quý phi (彤贵妃) Phi tần của Miên Ninh. Cuối phim mang thai, cùng Thành phi và Lâm quý nhân thăng làm Quý phi. |
| Bành Quan Trung (彭彼得) (giấu mặt và xuất hiện qua lời kể của nhân vật) | Mục Quận Vương            | Ái Tân Giác La Miên Di (愛新覺羅•绵怡)  | Mục Thân vương phủ (穆親王府)                  | Mục Thân vương (穆親王) Con trai cả của Thái hậu và Gia Khánh Đế, anh ruột của Miên Hân và anh cùng cha khác mẹ với Miên Ninh. Phu quân quá cố của Y Lan. Cãi lệnh mẹ để cùng Y Lan thành thân. Sau 2 tháng khởi binh đánh trận, chết mất xác ở biên cương, khiến Y Lan và Thái hậu đau xót. ** Trong lịch sử, Gia Khánh Đế không có người con nào tên Miên Di. Có thể nhân vật được hư cấu từ Hoàng trưởng tử chết yểu của Hoà Dụ Hoàng quý phi, truy phong Mục Quận vương (穆郡王). Đạo Quang Đế là Đích trưởng tử duy nhất. |
| Mã Trại (马赛)                                                           | Nhân vật hư cấu           | Quách Giai Lạc Hân (郭佳•乐欣)          | Thụy Thân vương phủ (瑞親王府)                 | Thụy Thân vương Đích phúc tấn (瑞親王嫡福晋) Con gái của Mục Chương A và Hách Xá Lý Sảnh Tâm (em gái Sảnh Nhu), biểu muội của Nguyên Uyển. Hiền lương thục đức, có tình cảm với Miên Hân nhưng anh không quên được Nguyên Uyển. Phụng chỉ Thái hậu, họ cử hành đại hôn, Miên Hân luôn đối tốt nên cô không chút nghi ngờ. Để chia rẽ Mục Chương A và Miên Hân, Y Lan tiết lộ tư tình của anh cho Lạc Hân. Biết mình bị phu quân và biểu tỷ phản bội, Lạc Hân nuốt nha phiến tự vẫn khiến Miên Hân đau xót. Thực ra cô làm vậy để được anh thương nhớ cả đời. |
| Quang Tinh (郭峰)                                                        | Khánh Thân vương          | Ái Tân Giác La Vĩnh Lân (爱新觉罗•永璘) | Khánh Thân vương phủ (慶親王府)                | Khánh Thân vương (慶親王) Hoàng tử thứ 17 và cũng là nhỏ nhất của Càn Long. Là Hoàng thúc của Miên Ninh và Miên Hân, thân vương, Lãnh ban Quân cơ Đại thần, đứng đầu Quân cơ xứ. Cuối phim cùng Ngạc Thái và Hồng Tuấn bảo hộ thánh giá nên nhận phong thưởng. |

### Nhân vật khác
| Diễn viên                  | Nhân vật lịch sử | Vai diễn                          | Ghi chú |
| -------------------------- | ---------------- | --------------------------------- | --- |
| Huỳnh Trí Hiền (黄智贤)    | Nhân vật hư cấu  | Phú Sát Ngạc Thái (富察•锷泰)     | Quân cơ đại thần (軍機大臣) → Văn Hoa điện Đại học sĩ (文华殿大学士) Bạn thuở nhỏ của Y Lan, luôn giúp đỡ cô. Tĩnh Du vu oan họ có tư tình, nhờ mưu lược của Thái Kiều mà anh thoát tội, từ đó cảm mến Thái Kiều. Tận trung với Hoàng thượng và Đại Thanh, là người chỉ đạo ngũ kỳ chống phản tặc, được phong Văn Hoa Điện đại học sĩ. Cuối phim xin Hoàng thượng ban hôn với Thái Kiều. |
| Giang Hán (江漢)           | Di Linh          | Nữu Hỗ Lộc Di Linh (钮鈷禄•颐龄)  | Di trung đường (颐中堂) Cha Y Lan, trung thần triều đình. Bị vu oan bán nha phiến nên giam ngục. Sau bị quân binh của Mục Chương A cướp ngục và ám sát. Cái chết của ông khiến Y Lan trở nên tâm kế, thủ đoạn. |
| Lưu Gia Huy (劉家輝)       | Thư Minh A       | Thư Minh A (舒明阿)               | Thư trung đường (舒中堂) Cha Nguyên Uyển, đại tham quan trong triều. Làm nhiều việc ác bao gồm tham ô, vu hại trung thần Di Linh, bị Ngạc Thái vạch tội. Mục Chương A nhân đó đổ cho y tội ám sát Di Linh, khiến y bị xử trảm. |
| Trần Tú Châu (陈秀珠)      | Nhân vật hư cấu  | Hách Xá Lý Sảnh Nhu (卫福安•倩柔) | Thư phu nhân (舒夫人) → Cáo mệnh phu nhân (诰命夫人) Phu nhân của Thư Minh A, mẹ Nguyên Uyển. Nham hiểm độc ác, vì tương lai của con mà tự ý làm hại long duệ. Tường tần và Y Lan đều là nạn nhân của ả. Y Lan được Nguyên Uyển cứu nên long thai bình an, còn Nguyên Uyển thì bị sẩy. Ả bị xử tử nhưng không hối cải, còn khuyên Nguyên Uyển "mượn chủng" của Miên Hân để tiếp tục vì Đồng Giai môn tranh sủng. Mọi bất hạnh của con đều do chính ả tạo nên. |
| Quách Phong (郭峰)         | Mục Chương A     | Quách Giai Tử Phác (郭佳•子樸)    | Mục trung đường (穆中堂) Cha Lạc Hân, từng khiến mẹ cô là Sảnh Tâm tự vẫn vì nhung nhớ Tín thái phi. Trợ thủ của Thái hậu. Di Linh bị oan, Mục Chương A giết ông diệt khẩu. Đến khi Thư Minh A bị hạch tội, y đem tội ám sát đổ cho Thư Minh A. Triều đình hỗn loạn, y thực hiện mưu kế làm phản. Cầm đầu phản quân, bị xử trảm tập thể, trước khi chết cảnh cáo Miên Ninh "nếu lập Hoàng quý phi làm vạn hoàng chi vương, người sẽ như Đường Cao Tông, giao hết giang sơn vào tay đàn bà". Vì câu nói này mà Miên Ninh mặc cảm, xa cách Y Lan. |
| Trương Quốc Cường (张国强) | Nhân vật hư cấu  | Vệ Phúc An (卫福安)               | Thọ Khang cung tổng quản thái giám (寿康宫总管太监) Thái giám thân cận của Thái hậu, yêu Tín thái phi. Từng được giao hạ độc Miên Di, kháng mệnh nên bị Thục Duệ Hoàng hậu truy sát. Nhờ Thái hậu bảo vệ nên bình an vô sự. Thái hậu sai đốt Chung Túy cung, ông lén đưa Tín thái phi rời cung, chăm sóc 30 năm trời. Thái phi trộm lệnh bài của ông vào cung, vạch trần oan khuất trước Hoàng thượng. Ông bị xét xử, nhờ Thái phi xin nên được thả. Trước khi từ biệt, Thái phi thú nhận chưa hề thật lòng với ông. Ông tạ tội trước mặt Thái hậu, móc mắt tỏ lòng trung thành, được Thái hậu tin tưởng. Tiếp tục làm nhiều việc xấu cho chủ, cuối phim tuẫn táng. |
| Tụng Nghị (頌誼)           | Nhân vật hư cấu  | Trân Châu (珍珠)                  | Thọ Khang cung cung nữ (寿康宫宮女) Cung nữ thân cận của Thái hậu. Cùng Phúc An làm nhiều việc xấu cho chủ, cuối phim chết dưới kiếm của quân ngũ kỳ. |
| Trình Khả Vi (程可为)      | Nhân vật hư cấu  | Thôi ma ma (崔嬷嬷)               | Thừa Càn cung ma ma (承乾宫嬷嬷) Mẹ Thái Kiều, thất lạc khi con còn nhỏ nên không nhận ra. Chăm sóc Y Lan nhiều năm, được cô xem như mẹ. Tĩnh Du mạo danh con gái khiến bà nhiều lần nhận thay tội. Đến khi bị giam, bà mới biết Thái Kiều chính là con của mình, chưa kịp nhìn nhận thì đã bị Tĩnh Du siết cổ, ôm hận mà chết. |
| Trần Mỹ Thi (陈美诗)       | Nhân vật hư cấu  | Thái Kiều (彩乔)                  | Thừa Càn cung cung nữ (承乾宫宮女) → Trữ Tú cung cung nữ (儲秀宮宮女) → Văn Hoa điện Đại học sĩ phu nhân (文华殿大学士夫人) Tâm phúc của Y Lan, trung thực và lương thiện. Từng là cung nữ của Vân phi, bị Vân phi đổ oan, tra tấn đến mức không nói được. Y Lan cứu mạng nên dần khôi phục giọng nói. Thôi ma ma mất, cô phát hiện mình chính là con gái bị thất lạc của bà. Trung thành nhưng không bất lương, cụ thể khi Y Lan dùng độc mê hoặc Hoàng thượng, Thái Kiều một mực can gián vì không muốn chủ nhân phạm sai lầm. Để bảo vệ cô khỏi hình phạt của Y Lan, Miên Ninh đã ban hôn cô cho Ngạc Thái.                                                      |
| Trương Trí Hiên (張智軒)   | Nhân vật hư cấu  | Tiểu Khang tử (小康子)            | Thừa Càn cung thái giám (承乾宫太监) → Trữ Tú cung tổng quản thái giám (儲秀宮总管太监) Thái giám thân cận của Y Lan. Hết mực trung thành, cùng Y Lan tiêu diệt Tĩnh Du. |
| Tăng Huệ Vân (曾慧雲)      | Nhân vật hư cấu  | Dao ma ma (姚嬷嬷)                | Thừa Càn cung ma ma (承乾宫嬷嬷) Ma ma hầu hạ trong Thừa Càn cung. |
| Tô Ân Từ (蘇恩磁)          | Nhân vật hư cấu  | Trương ma ma (张嬷嬷)             | Thừa Càn cung ma ma (承乾宫嬷嬷) Ma ma hầu hạ trong Thừa Càn cung. |
| Trần Khôn (陳堃)           | Nhân vật hư cấu  | Tiểu Thái tử (小蔡子)             | Dưỡng Tâm điện thái giám (养心殿太监) Thái giám thân cận của Miên Ninh. Si mê Tĩnh Du, trơ mắt nhìn ả làm chuyện vô sỉ như quyến rũ Hoàng thượng, mạo danh con gái Thôi ma ma... Lương tâm cắn rứt nên cố tình để vật chứng tố cáo ả. Có tội bao che nên suýt bị trảm, nhờ Y Lan xin Hoàng thương nên được tha. Sau bị Mục Chương A giết. |
| Trịnh Tử Dương (郑子扬)    | Nhân vật hư cấu  | Tiểu Quý tử (小季子)              | Trữ Tú cung thái giám (养心殿太监) Thái giám thân cận của Nguyên Uyển. |
| Lý Ỷ Văn (李綺雯)          | Nhân vật hư cấu  | Thái Yến (彩燕)                   | Trữ Tú cung cung nữ (儲秀宮宮女) Cung nữ thân cận của Nguyên Uyển. Phụng mệnh Sảnh Nhu hại thai của Y Lan nên bị xử tử. |
| Tạ San San (谢珊珊)        | Nhân vật hư cấu  | Thái Bình (彩萍)                  | Trữ Tú cung cung nữ (儲秀宮宮女) Cung nữ thân cận của Nguyên Uyển. |
| Liêu Lệ Lệ (廖麗麗)        | Nhân vật hư cấu  | Tần ma Ma (秦嬷嬷)                | Trữ Tú cung ma ma (儲秀宮嬷嬷) Nhũ nương của Hoàng nhị tử. |
| Quan Hạo Dương (關浩揚)    | Nhân vật hư cấu  | Tiểu Trương tử (小张子)           | Thái giám (太监) Thái giám thân cận của Vân phi. Thay Vân phi bán trang sức ngoài cung, không đưa tiền cho cha mẹ cô trả nợ, khiến họ đường cùng tự vẫn. Ẩu đả với Vân phi trong lúc say rượu nên lỡ tay giết rồi đẩy xác xuống hồ. Y Lan tố cáo nên bị xử trảm. |
| Thạch Thiên Hân (石天欣)   | Nhân vật hư cấu  | Thái Nguyệt (彩月)                | Chung Túy cung cung nữ (钟粹宫宮女) Cung nữ thân cận của Tĩnh Du. Tĩnh Du thiêu Tiểu Nhi Thần Phật điện, bị Y Lan và Nguyên Uyển tố giác. Thái hậu bắt Thái Nguyệt chịu tội thay để tiếp tục lợi dụng Tĩnh Du. |
| Phạm Thải Nhi (范彩兒)     | Nhân vật hư cấu  | Thái Nhi (彩儿)                   | Chung Túy cung cung nữ (钟粹宫宮女) Cung nữ thân cận của Tĩnh Du. |
| Vương Tuấn Đường (王俊棠)  | Nhân vật hư cấu  | Tiểu Nghê tử (小倪子)             | Thái giám (太监) Nghe lệnh Mục Chương A ám sát Di Linh. Cùng phản quân uy hiếp Hoàng thượng nhường ngôi, sau bị xử trảm tập thể. |
| Mã Vịnh Ân (马咏恩)        | Nhân vật hư cấu  | Thái Cúc (彩菊)                   | Trường Xuân cung cung nữ (长春宫宮女) Cung nữ thân cận của Tường tần. |
| Chung Ngọc Tinh (钟钰精)   | Nhân vật hư cấu  | Thái Lăng (彩菱)                  | Diên Hi cung cung nữ (延禧宫宮女) Cung nữ thân cận của Thành phi. |
| Doãn Thi Bái (尹诗沛)      | Nhân vật hư cấu  | Thái Phong (彩风)                 | Khải Tường cung cung nữ (啟祥宮宮女) Cung nữ thân cận của Lâm quý nhân. |
| Trịnh Oánh Oánh (郑莹莹)   | Nhân vật hư cấu  | Thái Tâm (彩心)                   | Cảnh Dương cung cung nữ (景阳宫宮女) Cung nữ thân cận của Đồng quý nhân. |

## Âm nhạc
| Tên ca khúc                    | Soạn             | Biên khúc        | Điền từ        | Giám chế         | Thể hiện     |
| ------------------------------ | ---------------- | ---------------- | -------------- | ---------------- | ------------ |
| Các An Thiên Mệnh (各安天命)   | Đặng Trí Vĩ      | Johnny Yim       | Lâm Nhật Hi    | Đặng Trí Vĩ      | Quan Cúc Anh |
| Thiên Tạo Địa Thiết (天造地设) | Diệp Triệu Trung | Diệp Triệu Trung | Tống Phái Ngôn | Diệp Triệu Trung | Hồ Hạnh Nhi  |